# SKY Perfect JSAT Group
A SKY Perfect JSAT Group é uma holding criada no Japão em abril de 2007 como SKY Perfect JSAT Holdings Inc.

## Holdings
O grupo detém 100% das ações da JSAT Corporation, com 100% das ações da SKY Perfect Communications e 97% das ações da Space Communications Corporation.

## Frota de satélite
No início de 2014 a SKY Perfect JSAT possuía dezesseis satélites de comunicações, dois operados conjuntamente com a Intelsat.
A SKY Perfect JSAT é uma operadora de satélite líder na região da Ásia-Pacífico.